# Manevy
Manevy est une commune urbaine malgache située dans la partie centre-est de la région d'Anosy.